# Victoria Dubourg

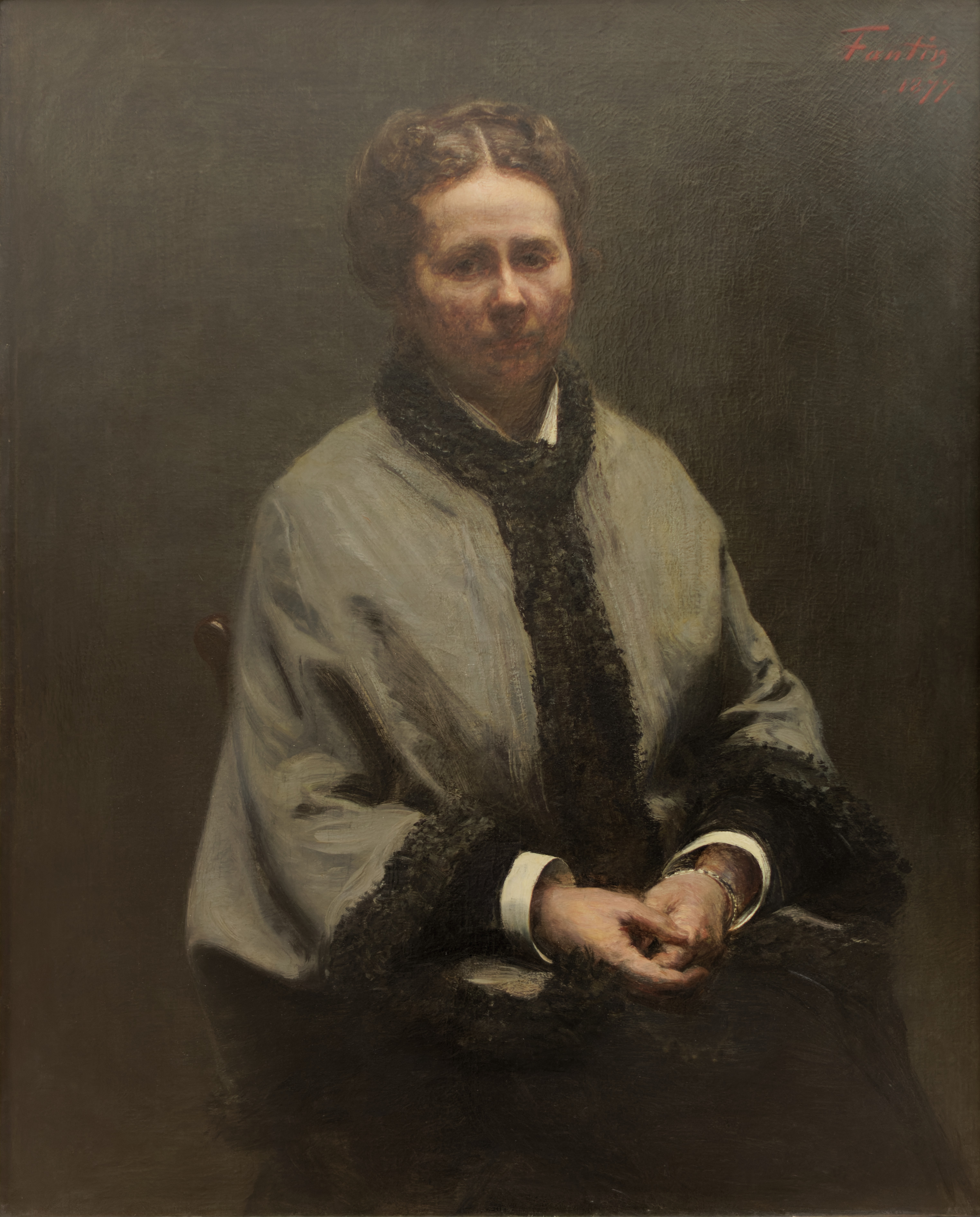
Portrait de Mme Fantin-Latour (Henri Fantin-Latour, 1877)

Victoria Dubourg (ook bekend als Victoria Fantin-Latour, Parijs, 1 december 1840 – Buré, 30 september 1926) was een Frans kunstschilder die vooral stillevens schilderde in de stijl van het realisme. Ze was de echtgenote van kunstschilder Henri Fantin-Latour.

## Levensloop
Dubourg bracht een deel van haar jeugd door in Frankfurt am Main, waar haar vader Franse les gaf. Ze volgde er een tekenopleiding en gaf vervolgens ook zelf tekenles. In 1865 keerde ze terug naar Frankrijk. Ze begon kopieën te schilderen van werken die tentoongesteld werden in het Louvre. Daar leerde ze omstreeks 1869 Fantin-Latour kennen, toen beiden hetzelfde werk van Correggio kopieerden. Ze huwden in 1876.
Dubourg had een eigen studio in hun woning aan de rue des Beaux-Arts in Parijs. Ze legde zich toe op het schilderen van stillevens. Ze werkte in een gelijkaardige stijl van Fantin-Latour (ze bewonderden beiden de oude meesters en hielden vast aan het realisme bij de opkomst van het impressionisme) en in enkele gevallen werkten ze samen aan een doek. Dubourg had een bredere opleiding genoten dan haar echtgenoot en sprak vloeiend Duits en Frans. Ze was goed op de hoogte van de Duitse literatuur, filosofie en muziek. Ze liet Fantin-Latour kennis maken de Duitse componisten en legde zo de basis van zijn succesvolle carrière van lithograaf van beelden uit opera en muziek. Na de dood van haar echtgenoot in 1904 zette ze zich in voor de promotie van zijn nalatenschap. Ze organiseerde een retrospectieve van zijn werk in 1906 en werkte mee aan de catalogue raisonné van zijn werk.
Dubourg exposeerde regelmatig op de Parijse Salon en de Royal Academy in Londen. In 1915 exposeerde ze op de Panama-Pacific International Exposition in San Francisco. In 1913 vernoemde Arsène Alexandre haar in Le Figaro als een van de belangrijkste hedendaagse vrouwelijke schilders. In 1920 werd ze ridder in het Legioen van Eer.

## Werken

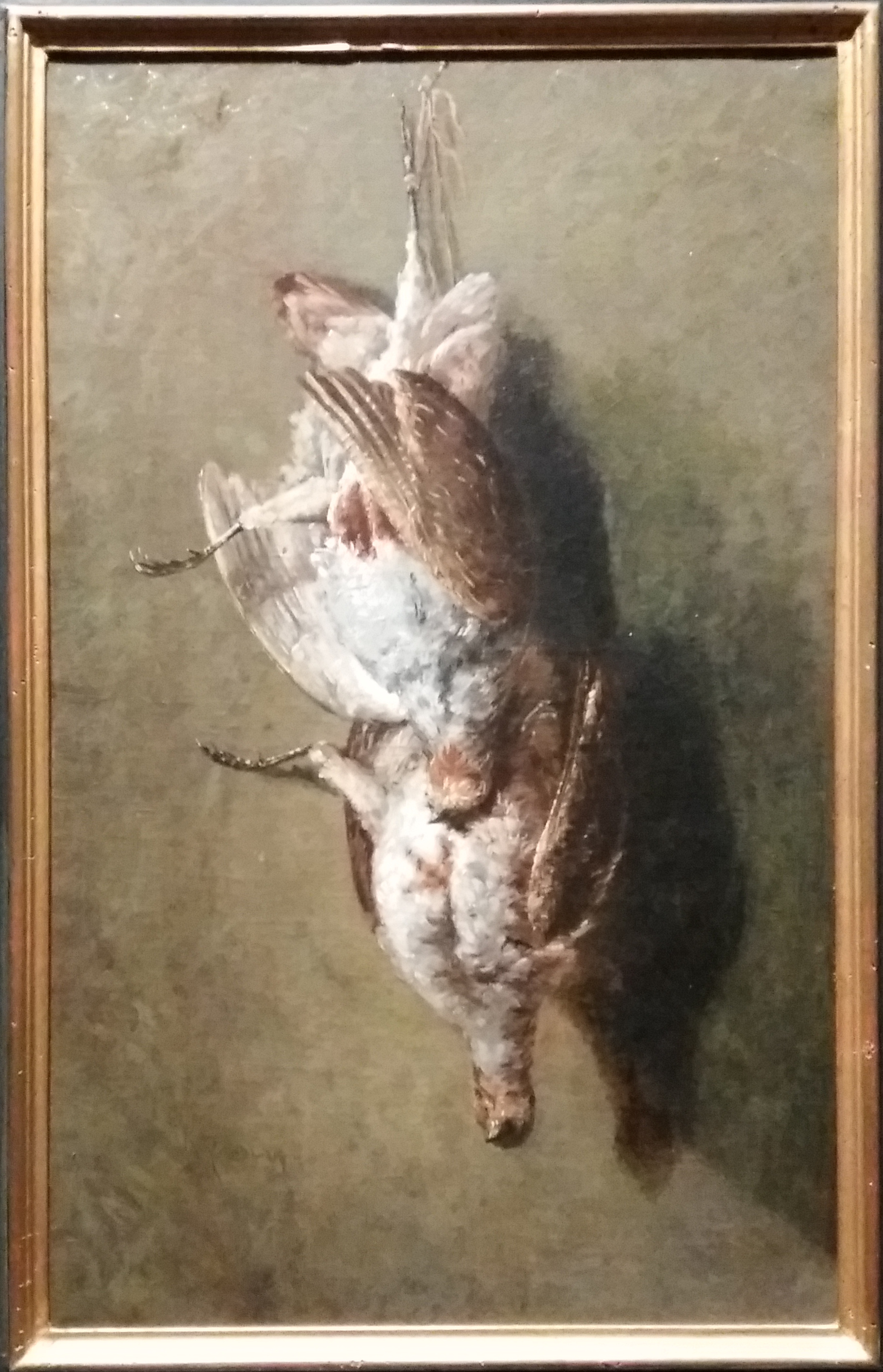
Deux perdrix (voor 1900)
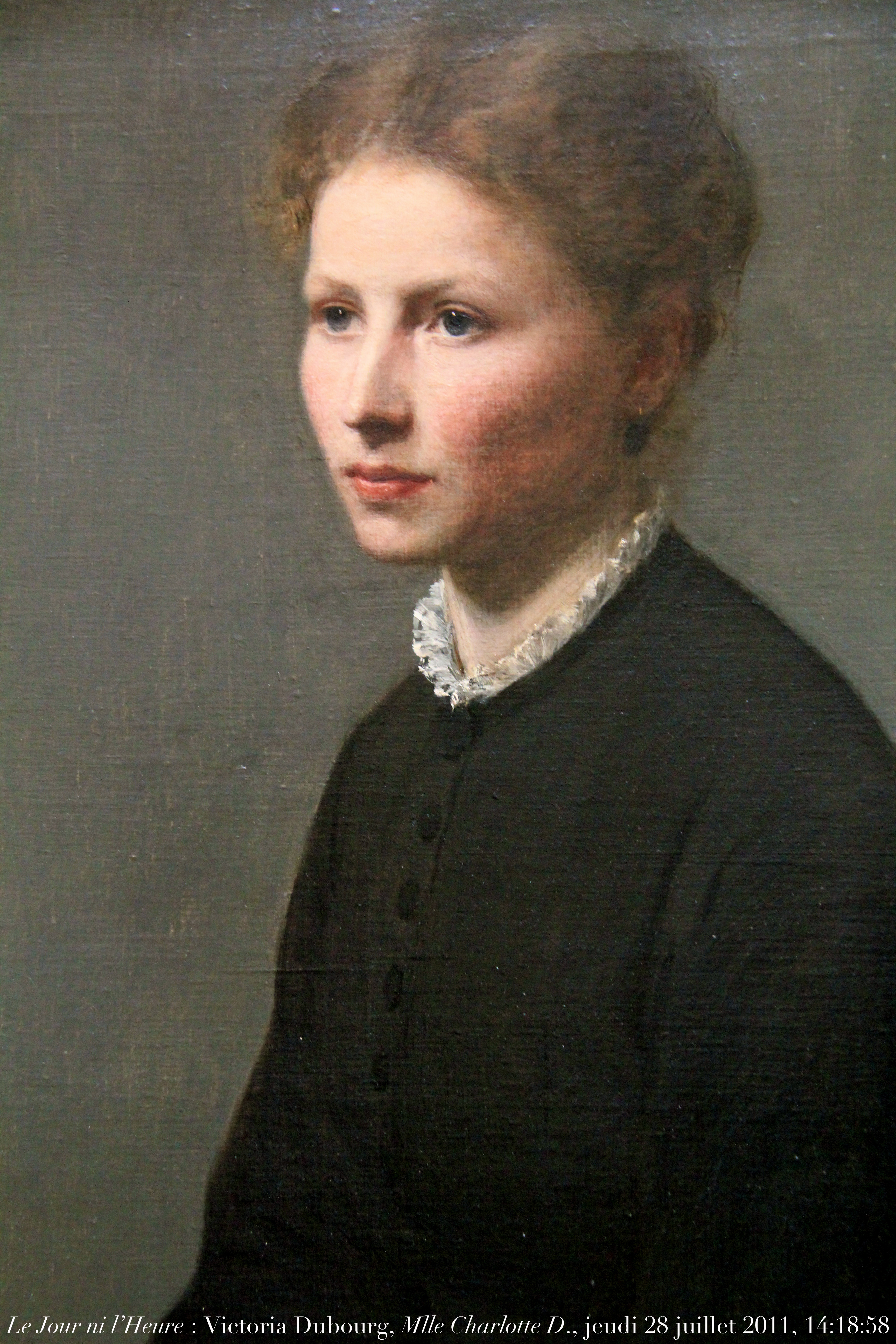
Portrait de Mlle Charlotte Dubourg (1870)
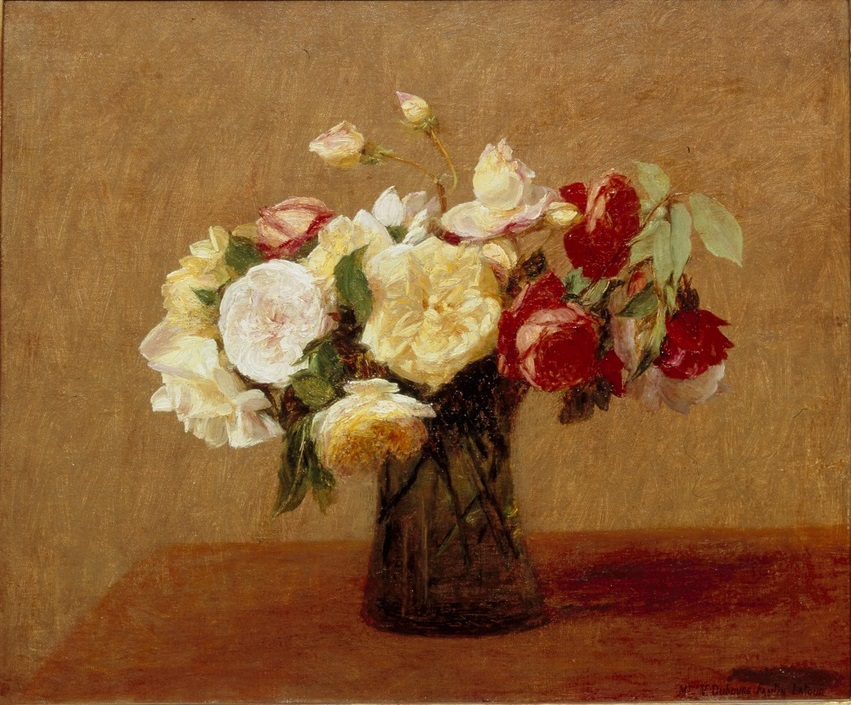
Vase de fleurs (1876)
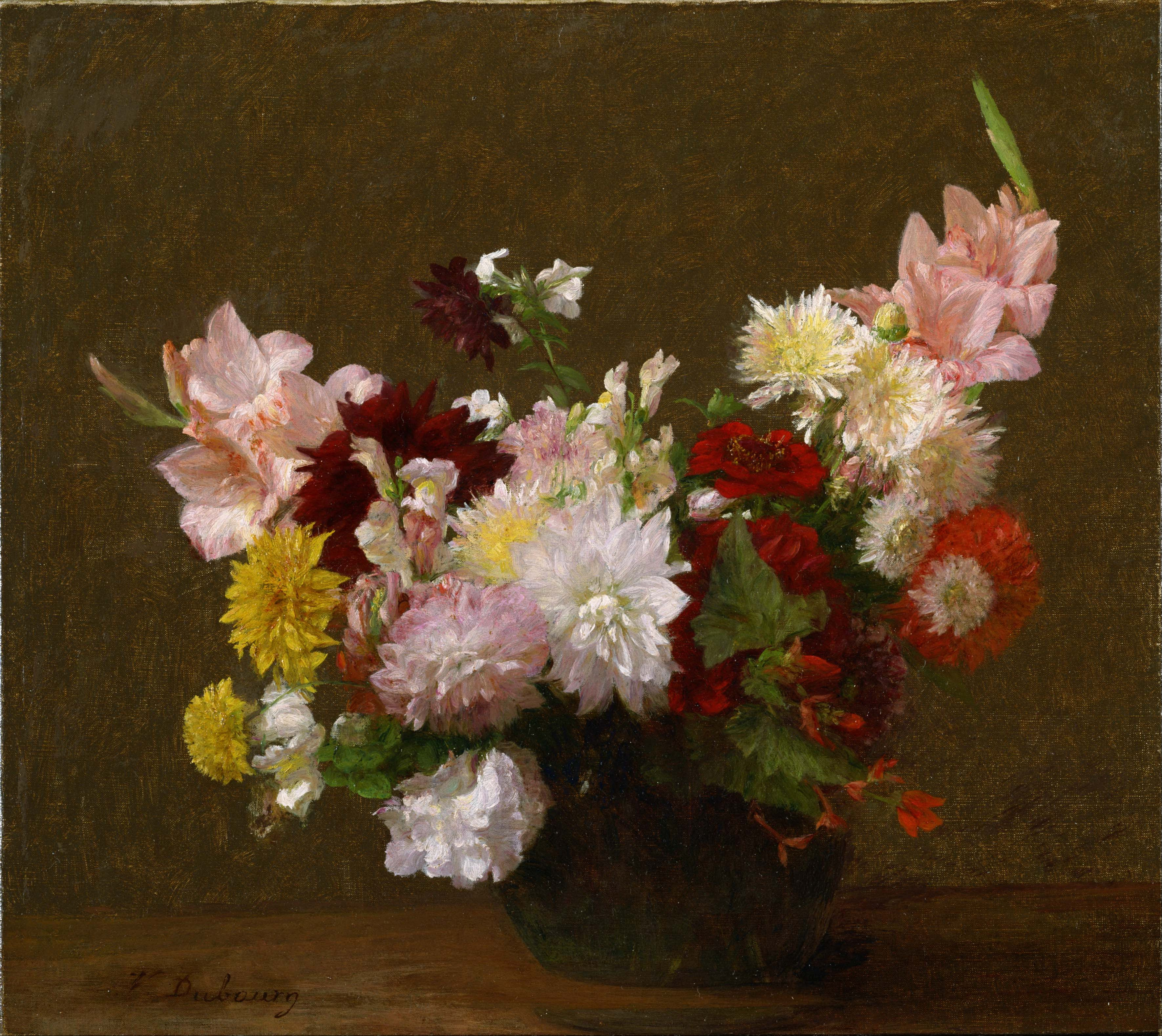
Fleurs

## Model
Fantin-Latour schilderde verschillende portretten van Dubourg, opvallend genoeg echter geen enkel van haar terwijl ze schilderde. Ook is ze afgebeeld samen met haar familie door Fantin-Latour in La famille Dubourg (1878). Ze werd geportretteerd door Edgar Degas omstreeks 1868-1869, toen ze zich juist met Fantin-Latour had verloofd.

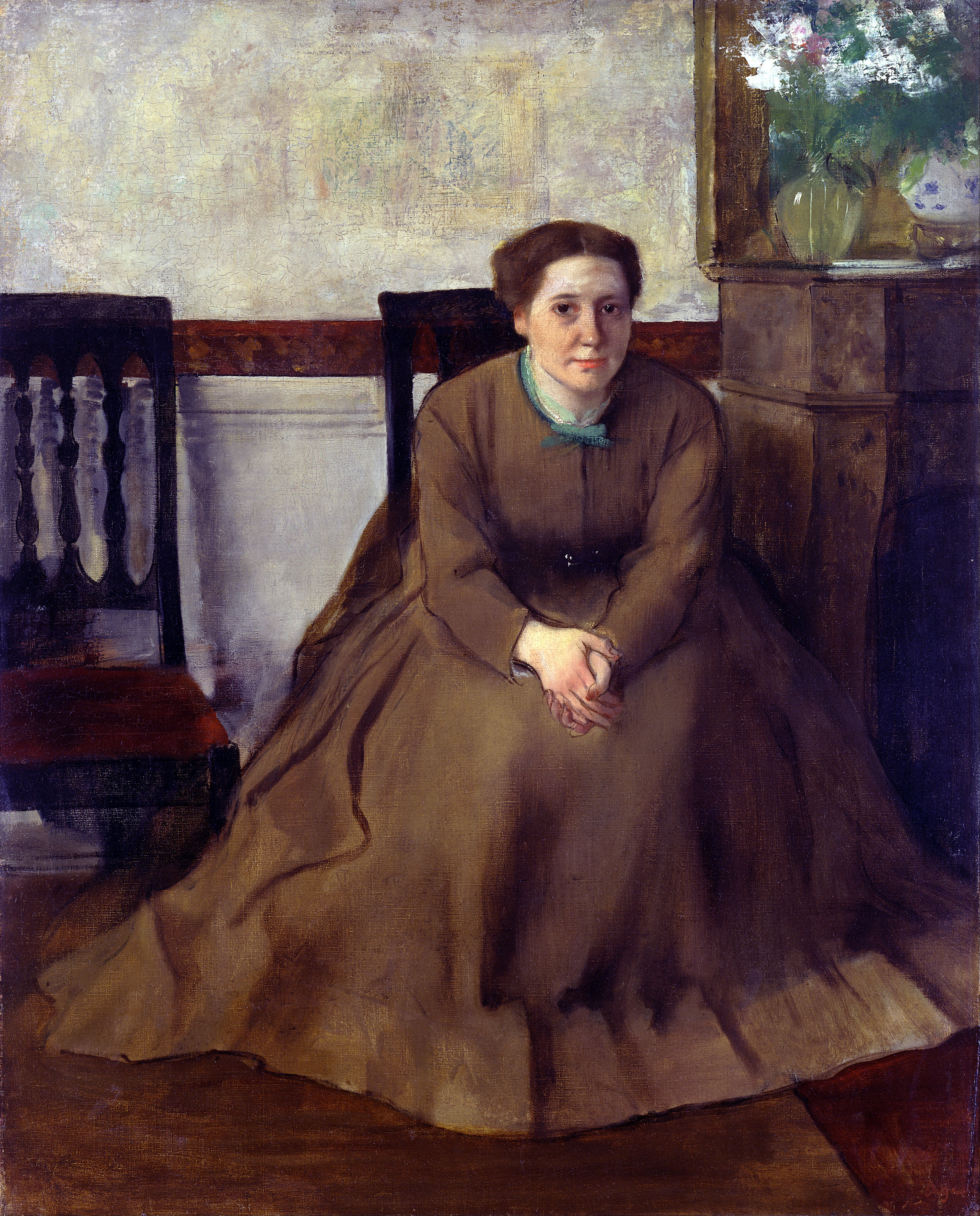
Victoria Dubourg (Edgar Degas, circa 1868-1869)
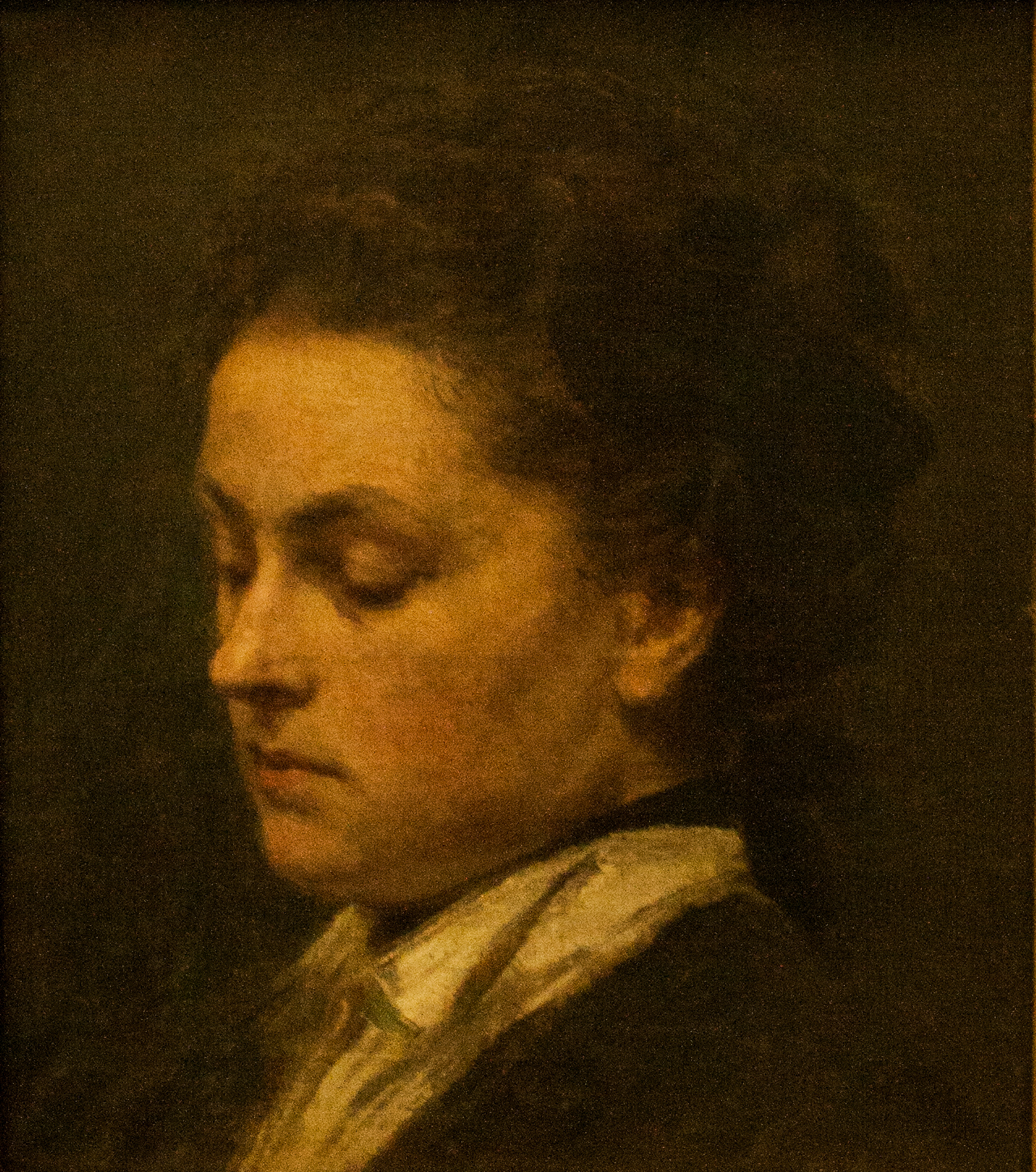
L'épouse de l'artiste (Henri Fantin-Latour, 1873)
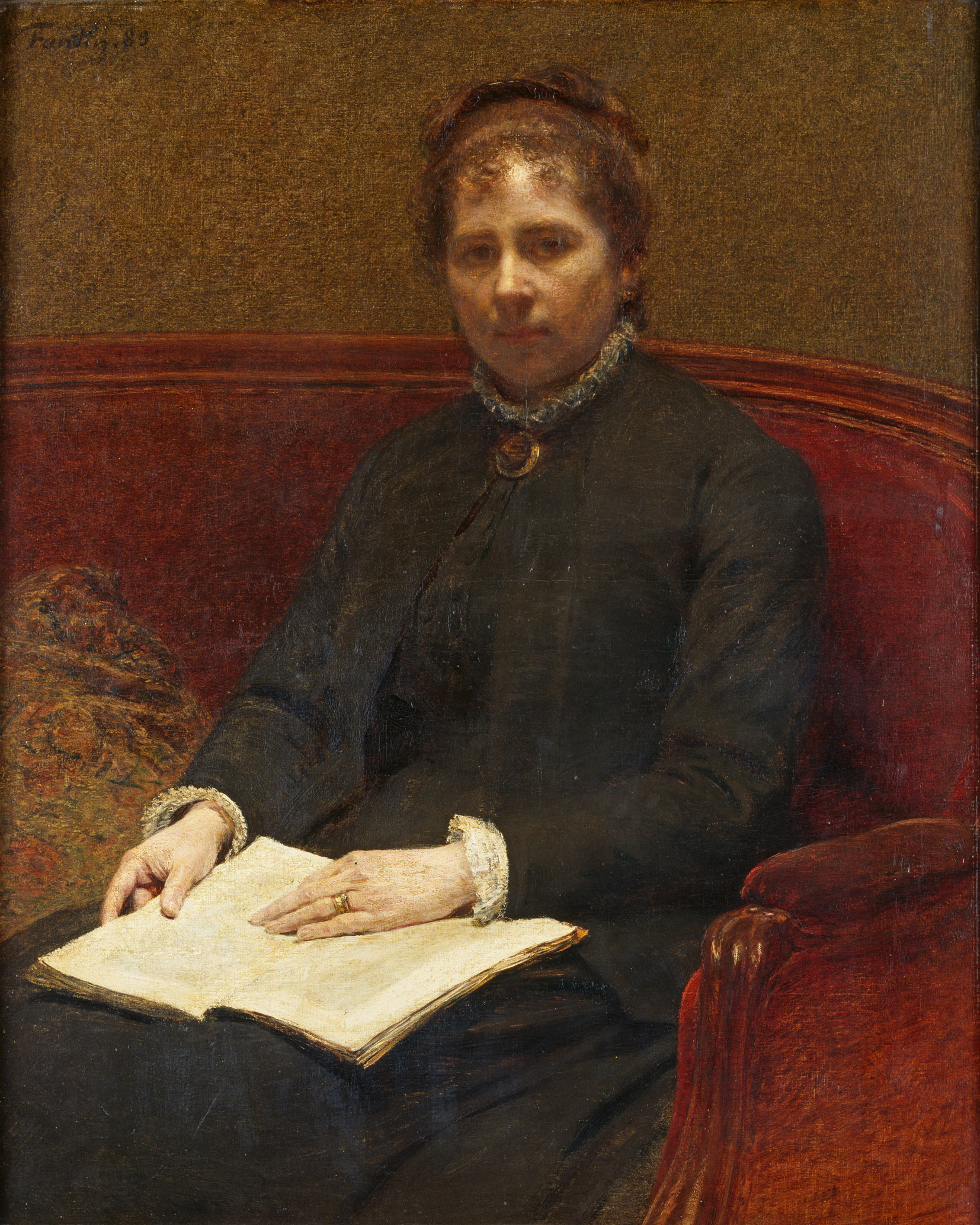
L'épouse de l'artiste (Henri Fantin-Latour, 1883)